# 315174 Sellek
315174 Sellek è un asteroide della fascia principale. Scoperto nel 2007, presenta un'orbita caratterizzata da un semiasse maggiore pari a 3,1688364 UA e da un'eccentricità di 0,2239262, inclinata di 15,99490° rispetto all'eclittica.